# كيف يتصرف الأطفال
كيف يتصرف الأطفال هو فيلم درامي صدر عام 2024 من إخراج لوريس لاي في أول تجربة إخراجية له، من سيناريو شارك في كتابته مع داليا هيمان، مستوحى من الرواية الإيطالية "أطفال غزة - على أمواج الحرية" الصادرة عام 2013، بقلم نيكوليتا بورتولوتي.
يحكي الفيلم قصة شابين، أحدهما فلسطيني والآخر إسرائيلي، تنشأ بينهما صداقة غير متوقعة بسبب حبهما المتبادل لركوب الأمواج وسط الحرب في قطاع غزة خلال الانتفاضة الثانية عام 2003. وهو من بطولة مروان حمدان وميخائيل فريدل وتوم ريس هاريس ولينا خضري. الفيلم هو إنتاج مشترك بين إيطاليا والولايات المتحدة وبلجيكا.
تم عرض الفيلم في دور العرض السينمائية في إيطاليا بواسطة إيغل بيكنشرز في 28 مارس 2024.

## قصة الفيلم
قطاع غزة، 2003. محمود وألون، طفلان يبلغان من العمر 11 عامًا، أحدهما فلسطيني والآخر إسرائيلي، يشكلان صداقة غير متوقعة بسبب حبهما المتبادل لركوب الأمواج في خضم الحرب في غزة خلال الانتفاضة الثانية.

## طاقم العمل
- مروان حمدان بدور محمود.[1]
- ميخائيل فريدل، في دور ألون
- توم ريس هاريس في دور دان.[2]
- لينا خضري بدور فرح
- روث روزنفيلد، بدور سارة
- حسام شادات، بدور أشرف
- إياد حوراني، بدور أحمد
- صموئيل كاي

## الإنتاج

### تطوير الفيلم
كيف يتصرف الأطفال هو أول فيلم من إخراج المخرج الإيطالي الأمريكي لوريس لاي، الذي شارك في كتابة السيناريو مع داليا هيمان، عمل لاي على المشروع لأكثر من عقد من الزمان. جاءته فكرة الفيلم أثناء رحلة إلى غزة أثناء عمله كمصور صحفي لصحيفة لندن تايمز في عام 2014. وصف لاي الفيلم بأنه "قصة سلام وأمل".
في 22 مارس 2021، أُفيد أن الفيلم حصل على تمويل بقيمة 400 ألف يورو من يوراميجيس. الفيلم هو إنتاج مشترك بين شركة جان فيجو إيطاليا، وإيغل بيكتشرز، بي رول، بانوراميك فيلم، وراي سينما، بالإضافة إلى شركة لورانس بيندر للإنتاج من الولايات المتحدة، وشركة بوتيمكينو البلجيكية، بدعم من يوريماج، وصندوق لاتسيو السينمائي الدولي، ووزارة الثقافة الإيطالية. تم إنتاجه بواسطة إيلدا فيري، ولورانس بيندر، وفريديريك أولييه، وبيتر دي مايجد، ولوريس لاي، مع باتريك بالم، وسيندي سيدرلوند، وداليا هيمان كمنتجين تنفيذيين. تم تأليف الموسيقى التصويرية بواسطة الملحن الحائز على جائزة الأوسكار نيكولا بيوفاني.
في 11 نوفمبر 2022، أعلنت مجلة فارايتي أن التصوير قد انتهى في تونس وأن الوافدين الجدد مروان حمدان وميخائيل فريدل سيلعبان الأدوار الرئيسية في الفيلم، بينما سيلعب الممثل الويلزي توم ريس هاريس دور بطل ركوب الأمواج السابق، وأن الممثلة الجزائرية الفرنسية لينا خضري ستشارك أيضًا في بطولة الفيلم. كانت خضري هي الاختيار الأول للمخرج للفيلم وشاركت في المشروع منذ عام 2020.
لم يكن الممثلان الطفلان الرئيسيان في الفيلم ممثلين محترفين. تقدم حوالي ألفي طفل للاختبار للحصول على الأدوار الرئيسية. تم إجراء الاختبارات بشكل رئيسي في الأراضي المحتلة مثل مرتفعات الجولان والضفة الغربية، وخاصة في المدارس.
قال لاي إن الحصول على جوازات سفر لكل من الممثلين الفلسطينيين والإسرائيليين كان تحديًا. بعد أشهر من الانتظار، تمكنوا من الحصول على جوازات السفر للطاقم الفلسطيني بعد التوجه إلى الرئيس الفلسطيني محمود عباس خلال زيارته للأمم المتحدة في نيويورك. قال لاي إنه واجه أيضًا مشاكل عندما قام جندي إسرائيلي بتمزيق صورته في جواز سفره الإيطالي وقال له إنها لم تعد صالحة، ورفضت عائلة إسرائيلية أيضًا المشاركة في الفيلم.

### التصوير
كانت الخطة الأصلية هي تصوير الفيلم في إسرائيل وغزة، لكن التصوير في إسرائيل كان مكلفًا للغاية ولم يكن من الممكن التصوير في غزة، لذلك كان على الطاقم العثور على موقع آخر. قال لاي إنه طُلب منه أن يقول إن الفيلم يتعلق بركوب الأمواج حتى يتمكن من التصوير في تونس وتجنب المشاكل.
تم التصوير الرئيسي في تونس بين سبتمبر وديسمبر 2022. تم الانتهاء من التصوير في استوديوهات طارق بن عمار في تونس في نوفمبر 2022. انتقل الممثلون وطاقم العمل بعد ذلك إلى الرأس الأخضر بحثًا عن أمواج ركوب الأمواج. وقال لاي إن العلاقات بين الفلسطينيين والإسرائيليين في موقع التصوير لم تكن سهلة، ولكن الممثلين الأطفال الفلسطينيين والإسرائيليين الذين لعبوا الشخصيات الرئيسية، مروان حمدان وميخائيل فريدل، أصبحوا أصدقاء لا ينفصلون، ولكن أمهاتهم كانوا يتجنبون بعضهم البعض.

### مرحلة ما بعد الإنتاج
تم الانتهاء من مرحلة ما بعد الإنتاج في سبتمبر 2023. وقال لاي إنه لم يغير أي شيء في الفيلم بعد الغزو الإسرائيلي لقطاع غزة في أكتوبر 2023، حيث قُتل أكثر من 12 ألف طفل فلسطيني، وقال أيضًا إنه لو تم تصوير الفيلم بعد أكتوبر 2023، لكان قد اتخذ منعطفًا أكثر قتامة، لأنه على الرغم من كل شيء، لا يزال لدى الفيلم القليل من الأمل.
تم إطلاق الفيلم في دور العرض السينمائية في إيطاليا بواسطة إيغل بيكنشرز في 28 مارس 2024.

## ردود الفعل
بعد مشاهدة الفيلم، قال البابا فرانسيس في بيان نشرته وكالة الأنباء الإيطالية أنسا في 8 مارس 2024، "سيكون هذا الفيلم بأصوات الأطفال الفلسطينيين والإسرائيليين المفعمة بالأمل مساهمة كبيرة في التعليم في الأخوة والصداقة الاجتماعية والسلام". في 13 سبتمبر 2024، كان الفيلم واحدًا من 19 فيلمًا تم اختيارها من قبل لجنة الأوسكار الإيطالية ليتم اختيارها كتقديم رسمي للبلاد لفئة أفضل فيلم روائي دولي في حفل توزيع جوائز الأوسكار السابع والتسعين.